# Veľká Ves nad Ipľom
Veľká Ves nad Ipľom (węg. Ipolynagyfalu) – wieś gminna (obec) w południowej Słowacji, w kraju bańskobystrzyckim, w powiecie Veľký Krtíš. Położona jest, jak wskazuje nazwa, nad rzeką Ipolą, tuż przy granicy z Węgrami. Po drugiej stronie rzeki leży węgierska miejscowość Ipolyvece.
Pierwsza wzmianka o miejscowości Nogfalu pochodzi z roku 1252 – dokument królewski Beli IV nadaje komesowi Zolumowi wieś Hydweg (Ipeľské Predmostie) wraz z okolicami, do których należało i Nogfolu. W 1476 we wsi było 12 gospodarstw, w tym 4 puste. Na Ipoli działał młyn.
W XVI wieku na teren tych często pojawiały się wojska tureckie. W spisie z 1667 na wieś składa się 14 gospodarstw, sołtysem był Georgius Juhász. W drugiej dekadzie XVIII wieku węgierskie spisy ponownie wykazały 12 gospodarstw składających się na Nagyfalu. W tym stuleciu rodzina Lipthay wybudowała barokowy kościół katolicki – członkowie rodu pochowani są w podziemiach świątyni.
Mimo że w miejscowości mieszkali tylko Węgrzy, w wyniku ustaleń traktatu w Trianon znalazła się w Czechosłowacji (granicę poprowadzono na Ipoli). Na krótko powróciła do Węgier w latach 1938–1945. Obecnie (2011) nadal około 70% mieszkańców stanowią Węgrzy.